# 身隠山横穴墓群
身隠山横穴墓群（みかくしやまよこあなぼぐん）は、茨城県常陸太田市瑞龍町（瑞竜町）にある横穴。
薩都神社の御祭神が身を隠した伝承地。
6世紀から7世紀、もしくは7世紀後半から8世紀前半に造営の可能性。
地理的に考えると、付近の薩都神社縁起より、身隠山横穴群は、常陸太田市北部の一集落における、薩都神社を氏神として奉斎した氏族の墳墓であろうと推定されている。